# Radionúclid extint
Un  radionúclid extint és un radionúclid que es pensa que es va formar en un procés primordial com una nucleogènesi estel·lar en una supernova que va contribuir amb radioisòtops al Sistema Solar primerenc, farà 46.000 milions d'anys. Generalment, els radioisòtops amb un període de semidesintegració menor a uns 100 milions d'anys no es troben a la natura, llevat que es generin contínuament per un procés natural, com raigs còsmics, o una cadena de desintegració d'isòtops amb vides molt més llargues, com l'urani o el tori. Aquests isòtops de vida curta es consideren com a extints, presentant actualment només una superabundància dels seus productes de desintegració estables.
Exemples de radionúclids extints són el iode 129 (el primer a ser registrat el 1960, i inferit a partir de concentracions excessives de xenó 129 en meteorits, en el sistema de datació xenó-iode), alumini 26 (també inferits a partir de l'excés de magnesi 26 en meteorits), i el ferro 60.

## Llistat de radionúclids extints
Un llistat parcial del radionúclids que no es poden trobar a la natura, però sí en els seus productes de desintegració, són:
| Isòtop       | Període de semidesintegració (Milions d'anys) |
| ------------ | --------------------------------------------- |
| Samari 146   | 103                                           |
| Curi 247     | 16                                            |
| Plom 205     | 15                                            |
| Hafni 182    | 9                                             |
| Pal·ladi 107 | 7                                             |
| Cesi 135     | 3                                             |
| Tecneci 97   | 3                                             |
| Gadolini 150 | 2                                             |
| Zirconi 93   | 2                                             |
| Tecneci 98   | 2                                             |
| Disprosi 154 | 1                                             |

Alguns isòtops importants amb vides més curtes que es produeixen encara a la Terra són:
- Manganès 53 i beril·li 10 es produeixen per espal·lació de raigs còsmics en la pols de l'atmosfera superior.
- Urani 236 es produeix en la mena d'urani per neutrons d'altres radioactius.
- Iode 129 es produeix a partir del tel·luri 130 per raigs còsmics de muons i per espal·lació de raigs còsmics dels isòtops estables del xenó a l'atmosfera.

El radioactius amb períodes de semidesintegració més petits d'un milió d'anys també es produeixen: per exemple, carboni 14 per producció de raigs còsmics en l'atmosfera (període de semidesintegració de 5730 anys).